# Alchemilla kungwatanensis
Alchemilla kungwatanensis är en rosväxtart som beskrevs av K.M. Purohit och G. Panigrahi. Alchemilla kungwatanensis ingår i släktet daggkåpor, och familjen rosväxter. Inga underarter finns listade i Catalogue of Life.